# Solenodont
Solenodont (Solenodon paradoxus) er en insektæder, som ligner en kæmperotte. Den blev opdaget i 1833, og er i dag næsten uddød, men findes på et par af de store Vestindiske Øer. Den går kun på tåspidserne.
Solenodonten er giftig. Giftet formidles via tænderne og bruges til jagt.